# Mezio Agostini
Mezio Agostini (ur. 12 sierpnia 1875 w Fano, zm. 22 kwietnia 1944 tamże) – włoski kompozytor. Komponował muzykę kameralną (m.in. kwartety smyczkowe), fortepianową, operową i orkiestrową.